# 이란 여자 축구 국가대표팀

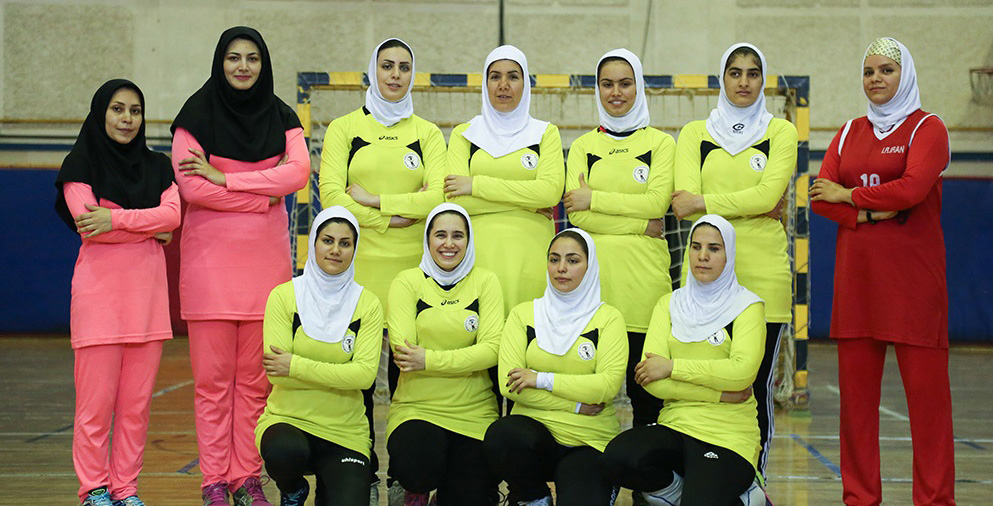

이란 여자 축구 국가대표팀은 이란을 대표하는 여자 축구 대표팀으로 이란 이슬람 공화국 축구 연맹에서 관리하며 아시아의 강호로 손꼽히는 남자 대표팀과는 다르게 여자 대표팀은 아시아에서 전력이 매우 약한 팀들 중 하나로 손꼽힌다. 이란 여자 축구가 처음으로 국제 경기에 나선 건 요르단의 수도 암만에서 열린 시리아와의 2005년 WAFF 여자 챔피언십 1차전 경기로 이 경기에서 5-0 대승을 거두었으며 현재까지 FIFA 여자 월드컵과 하계 올림픽, 아시안 게임 본선 경험은 전무하다.

## 국제 대회 경력

### AFC 여자 아시안컵
2022년 AFC 여자 아시안컵을 통해 사상 첫 메이저 대회 본선에 출전했지만 이 대회에서 코로나19 집단 감염으로 기권을 선언한 개최국 인도전을 제외한 2연전(중국전, 대만전)에서 단 1골도 넣지 못한 채 모두 대패를 당하면서 아시아 축구의 높은 벽을 실감했다.

### WAFF 여자 챔피언십
WAFF 여자 챔피언십에는 4번 출전하여 3번의 대회(2005년, 2007년, 2011년)에서 준우승을 차지했고 2015년 이후 중앙아시아 축구 연맹으로 소속을 옮기면서 더 이상 이 대회에는 참가하지 않는다.

### CAFA 여자 챔피언십
2015년 중앙아시아 축구 연맹으로 넘어온 후 중앙아시아 연맹 주관 대회인 CAFA 여자 챔피언십에서 우즈베키스탄에 이어 2회 연속 준우승을 차지했다.

## 성적

### FIFA 여자 월드컵
- 1991년 ~ 2007년: 불참
- 2011년 ~ 2023년: 예선 탈락

### 올림픽 축구
- 1996년 ~ 2008년: 불참
- 2012년 ~ 2020년: 예선 탈락

### AFC 여자 아시안컵
- 1975년 ~ 2008년: 불참
- 2010년 ~ 2018년: 예선 탈락
- 2022년: 조별 리그

### 아시안 게임
- 1990년 ~ 2018년: 불참
- 2022년: 기권

### WAFF 여자 챔피언십
- 2005년: 준우승
- 2007년: 준우승
- 2010년: 조별 예선
- 2011년: 준우승

### CAFA 여자 챔피언십
- 2018년: 준우승
- 2022년: 준우승

## 같이 보기
- 이란 축구 국가대표팀